# Braniv, Koreț
Braniv (în ucraineană Бранів) este un sat în comuna Svitanok din raionul Koreț, regiunea Rivne, Ucraina.

## Demografie
Componența lingvistică a localității Braniv
     Ucraineană (100%)
Conform recensământului din 2001, toată populația localității Braniv era vorbitoare de ucraineană (100%).